# Connexió Marsella
Connexió Marsella (originalment en francès, La French) és una pel·lícula de thriller criminal d'acció del 2014 dirigida per Cédric Jimenez i produïda per Alain Goldman. La pel·lícula es va inspirar en els esdeveniments de la Connexió francesa de la dècada del 1970, protagonitzada per Jean Dujardin com el magistrat Pierre Michel i Gilles Lellouche com a Gaëtan "Tany" Zampa, un cap de banda de narcotraficants. La pel·lícula es va estrenar al Festival Internacional de Cinema de Toronto el 10 de setembre de 2014. S'ha doblat i subtitulat al català.

## Sinopsi
Pierre Michel és un jove magistrat traslladat a Marsella per col·laborar amb la lluita contra el crim organitzat. Es tracta de desactivar la Connexió francesa, una operació de la màfia que exporta heroïna a tot el món.

## Repartiment
- Jean Dujardin com a Pierre Michel
- Gilles Lellouche com a Gaëtan "Tany" Zampa
- Céline Sallette com a Jacqueline Michel
- Mélanie Doutey com a Christiane Zampa
- Guillaume Gouix com a José Alvarez
- Benoît Magimel com a Le Fou
- Bruno Todeschini com a Le Banquier
- Moussa Maaskri com a Franky Manzoni
- Féodor Atkine com a Gaston Defferre
- Myriem Akheddiou as Melle Aissani
- Eric Godon com a advocat de Zampa
- Pauline Burlet com a Lily
- Pierre Lopez com a Jean Paci
- Éric Collado com a Robert
- Cyril Lecomte com a Marco Da Costa
- Jean-Pierre Sanchez com a Fabrizio Mandonato
- Georges Neri com a Charles Peretti
- Bernard Blancan com a Lucien Aimé-Blanc
- Gérard Meylan com a Ange Mariette
- Patrick Descamps com el fiscal